# Neotrizygia obscura
Neotrizygia obscura är en tvåvingeart som beskrevs av Tonnoir och Edwards 1927. Neotrizygia obscura ingår i släktet Neotrizygia och familjen svampmyggor. Inga underarter finns listade i Catalogue of Life.